# Camille Boiry
Pour les articles homonymes, voir Boiry.
Camille Boiry, né à Rennes le 6 janvier 1871 et mort le 10 octobre 1954 à Loctudy, est un peintre français.

## Biographie

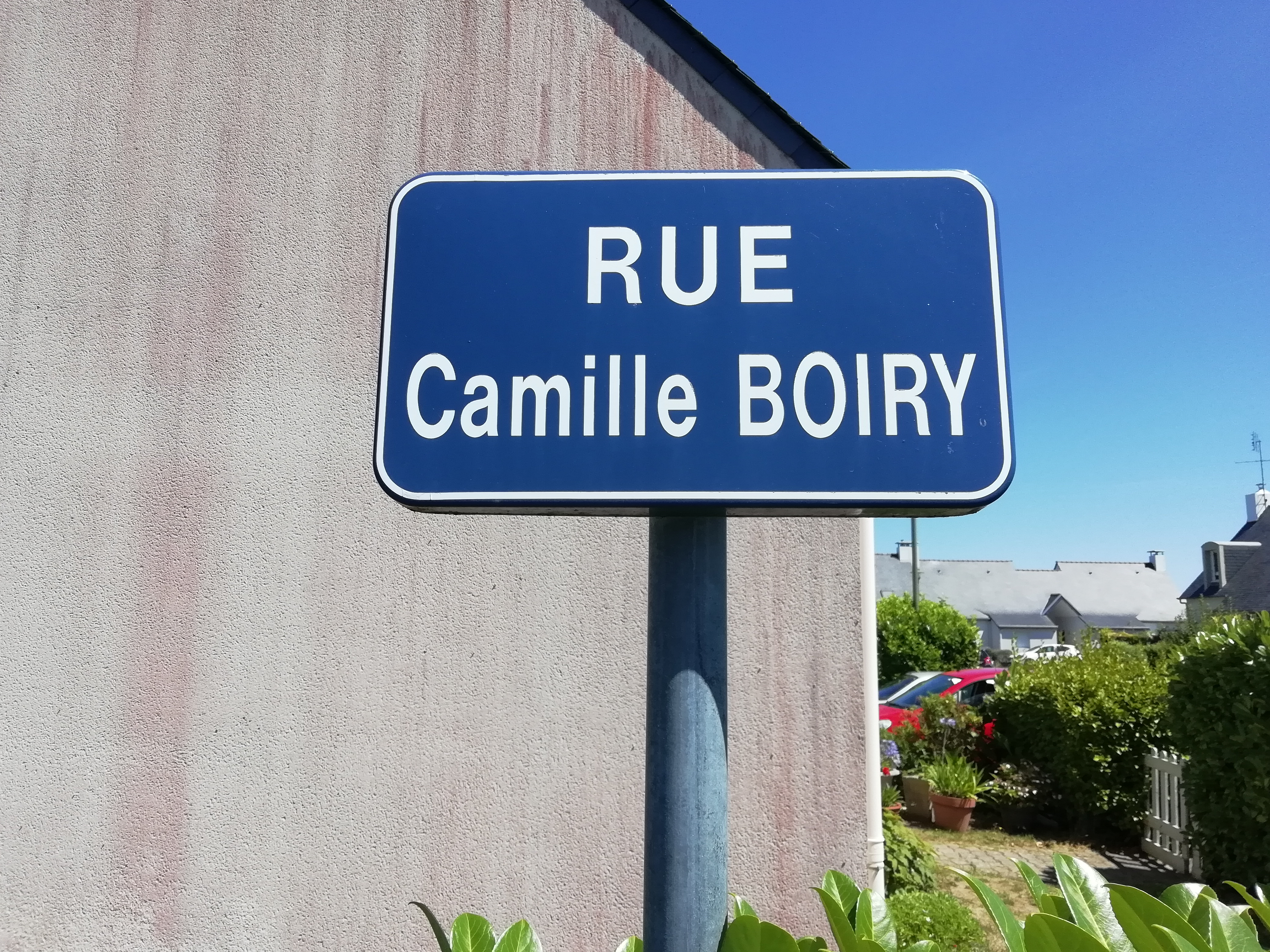
Panneau de la rue Camille Boiry à Loctudy

Élève de Léon Bonnat et d'Ernest Laurent, il se fait connaître au Salon des artistes français et reçoit en 1920 le Prix colonial du Maroc et en 1922 une médaille d'or du Salon, année où il est placé en hors-concours. 
René Édouard-Joseph écrit à son sujet : « Peintre dont la caractéristique est la traduction fidèle du mouvement et de la vie, et une grande variété dans les notations lumineuses ».
Plusieurs de ses tableaux sont conservés au Musée des beaux-arts de Rennes.
Une rue de Loctudy a été nommé en son honneur.